# Buenavista, Tetela de Ocampo
Buenavista är en ort i Mexiko.   Den ligger i kommunen Tetela de Ocampo och delstaten Puebla, i den sydöstra delen av landet, 140 km öster om huvudstaden Mexico City. Buenavista ligger 1 834 meter över havet och antalet invånare är 345.
Terrängen runt Buenavista är varierad. Buenavista ligger nere i en dal. Runt Buenavista är det ganska tätbefolkat, med 60 invånare per kvadratkilometer. Närmaste större samhälle är Zacatlán, 16,6 km nordväst om Buenavista. I omgivningarna runt Buenavista växer i huvudsak blandskog.